# Join (SQL)
JOIN er en SQL-specifikation som benyttes sammen med SELECT for at returner et resultat af optegnelser fra flere tabeller. Den bruges når data fra hovedtabellen skal kombineres med data fra andre tabeller.

## JOIN-specifikationer
- INNER JOIN eller bare JOIN – returner kun kombineret data.
- LEFT JOIN – returnerer alle data fra hovedtabellen og kombinerer dem med data fra den anden der det er mulig.
- RIGHT JOIN – returnerer alle data fra den anden tabellen og kombinerer dem med data fra hovedtabellen der det er mulig.

## Grundlæggende syntaks
En JOIN-forespørgsel ser således ud:
```
SELECT
 
tabell1
.
kolonne2
,
 
tabell2
.
*

FROM
 
tabell1

JOIN
 
tabell2
 
ON
 
tabell1
.
kolonne1
 
=
 
tabell2
.
kolonne

```

## Eksempler
Tabellen personer ser således ud:
| navn          | bosted |
| ------------- | ------ |
| Ola Nordmann  | Oslo   |
| Navn Navnesen | Bergen |
| Jens Jensen   | Tromsø |
| Kari Nordmann | Oslo   |

Tabellen byer ser således ud:
| bynavn    | fylke         |
| --------- | ------------- |
| Oslo      | Oslo          |
| Bergen    | Hordaland     |
| Trondheim | Sør-Trøndelag |

| navn          | bosted | bynavn | fylke     |
| ------------- | ------ | ------ | --------- |
| Ola Nordmann  | Oslo   | Oslo   | Oslo      |
| Navn Navnesen | Bergen | Bergen | Hordaland |
| Kari Nordmann | Oslo   | Oslo   | Oslo      |

| navn          | bosted | bynavn | fylke     |
| ------------- | ------ | ------ | --------- |
| Ola Nordmann  | Oslo   | Oslo   | Oslo      |
| Navn Navnesen | Bergen | Bergen | Hordaland |
| Jens Jensen   | Tromsø | NULL   | NULL      |
| Kari Nordmann | Oslo   | Oslo   | Oslo      |

| navn          | bosted | bynavn    | fylke         |
| ------------- | ------ | --------- | ------------- |
| Ola Nordmann  | Oslo   | Oslo      | Oslo          |
| Kari Nordmann | Oslo   | Oslo      | Oslo          |
| Navn Navnesen | Bergen | Bergen    | Hordaland     |
| NULL          | NULL   | Trondheim | Sør-Trøndelag |